# Краматорський металопрокатний завод
Краматорський металопрокатний завод (КМПЗ) — підприємство металургійної промисловості України.

## Історія
Підприємство створено 23 лютого 2011 року на базі Краматорського металургійного заводу. У січні 2012 року розпочато виробництво металопрокату на стані 620. Сфера діяльності КМПЗ — прокат чорних металів.
У 2018 році на підприємстві Енергомашспецсталь було замовлене виготовлення 21 прокатного валка.

## Галузь
- Виробництво чавуну, сталі та феросплавів

## Керівництво
- Вдовкін Олександр Сергійович (2011)